# سرجه، ادلب
سرجه (به عربی: سرجة) یک روستا در سوریه است که در ناحیه مرکزی اریحا واقع شده‌است. سرجه ۳٬۸۴۵ نفر جمعیت دارد.